# Lynda Carter
Lynda Carter, nata Linda Jean Córdova Carter (Phoenix, 24 luglio 1951), è un'attrice e cantante statunitense, nota per aver interpretato la supereroina Wonder Woman nell'omonima serie televisiva degli anni settanta.

## Biografia

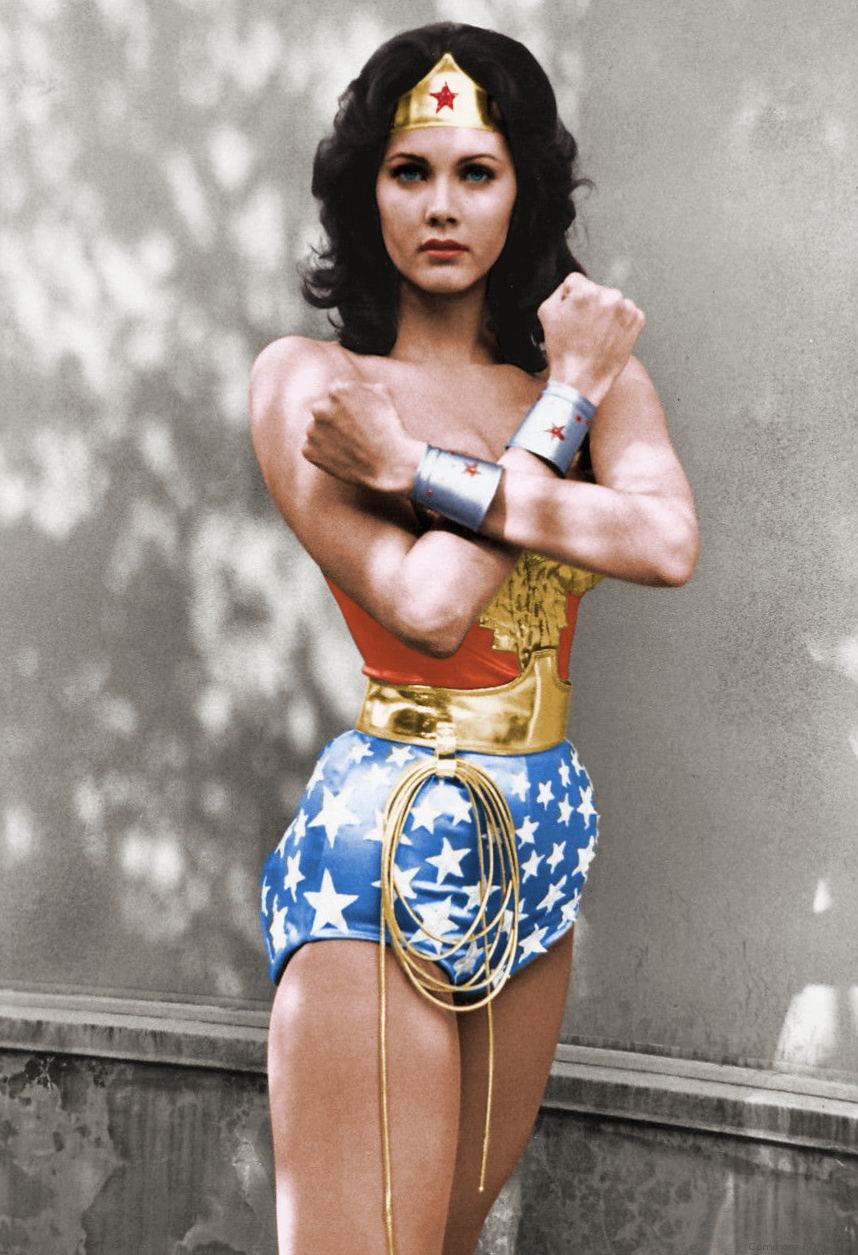
Lynda Carter nel 1976 nei panni di Wonder Woman

Linda Jean Córdova nasce a Phoenix (in Arizona), figlia di Juanita Córdova e Colby Carter. Il padre è di discendenza inglese, scozzese e irlandese, mentre la madre è di origini messicane, spagnole e francesi. Lynda Carter appare per la prima volta in televisione all'età di 5 anni nel Lew King's Talent Show. Durante il liceo entra a far parte del gruppo musicale Just Us, composto da una marimba, una conga, una chitarra acustica e un contrabbasso, suonato da un'altra ragazza.
All'età di 16 anni entra con i suoi cugini in un altro gruppo, The Relatives, in cui l'attore Gary Burghoff suona la batteria. Il gruppo suona nel lounge del Sahara, albergo e casinò di Las Vegas, per tre mesi. A causa della giovane età, la Carter è costretta ad accedere al locale dalle cucine, poiché è proibito ai minori di 21 anni entrare in un casinò. Sul finire degli anni sessanta, nonostante il successo negli studi, lascia l'università per continuare la sua carriera nella musica, entrando a far parte di un gruppo rock, col quale gira gli Stati Uniti. Nel 1972 suona con i Garfin Gatherin, i quali tengono la loro prima esibizione in un albergo di San Francisco.
Il locale è appena costruito e non ha nemmeno un ingresso dal marciapiede, così il gruppo è costretto a suonare nel garage sotterraneo. Nel 1972 Lynda Carter rientra in Arizona, dove partecipa al concorso di "Miss Stati Uniti nel mondo": dotata di una straordinaria bellezza naturale, si aggiudica il primo premio, e in seguito concorre per il suo paese alla finale di Miss Mondo, arrivando alle semifinali. Dopo aver frequentato diverse scuole di recitazione a New York, comincia ad interpretare alcuni ruoli in cinema a in televisione. Alla fine ottiene la parte dell'avvenente supereroina Wonder Woman, nell'omonima serie televisiva, ruolo che interpreterà con grande successo dal 1975 fino al 1979. Negli anni seguenti sarà sempre molto attiva in televisione.

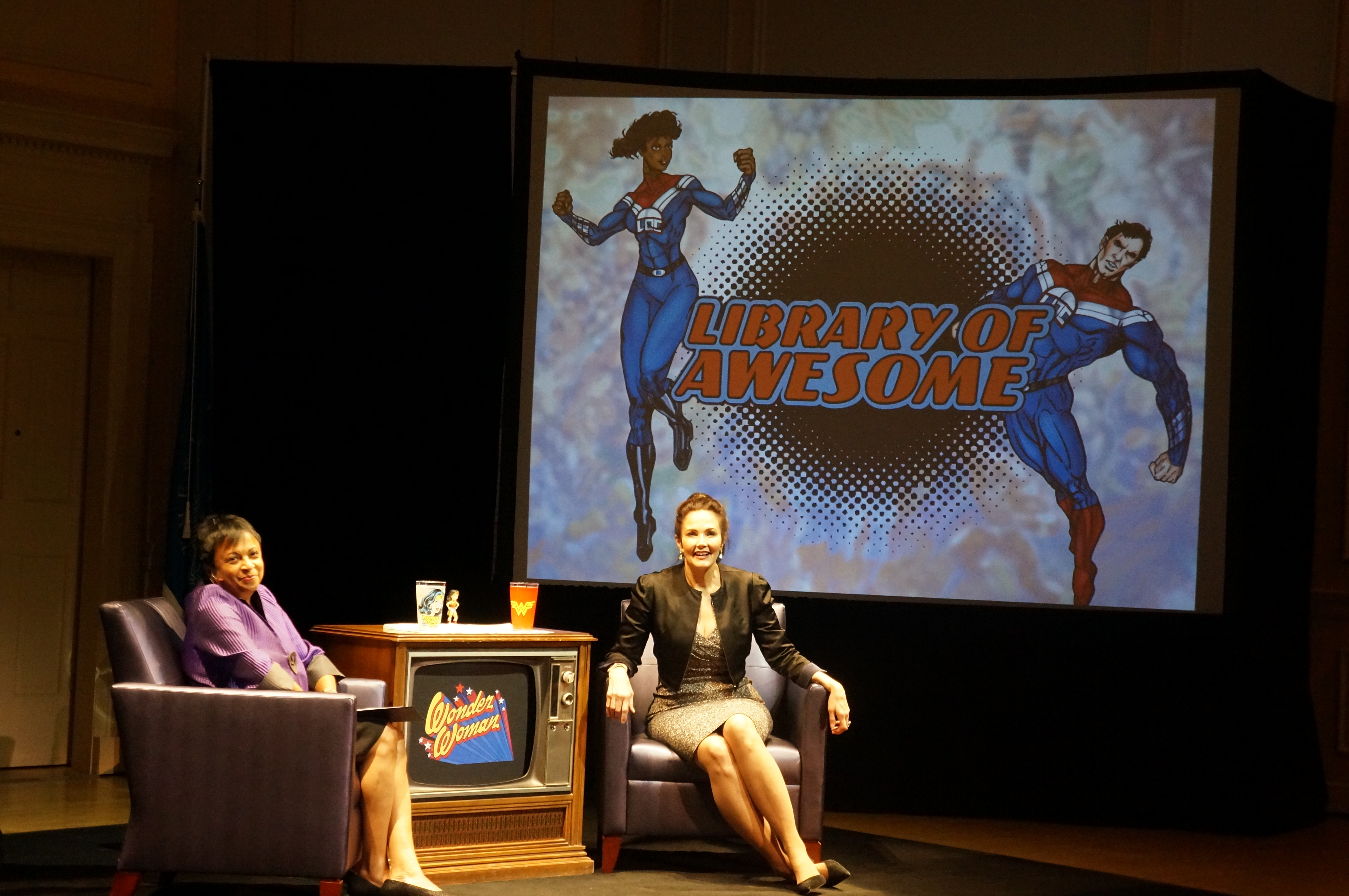
Carla Hayden e Lynda Carter al Library of Awesome il 16 giugno 2017

Nel 1983 impersona Rita Hayworth nel film biografico per la televisione Rita Hayworth: The Love Goddess e appare come guest-star in numerose serie come Fifty/Fifty, Smallville, Law & Order - Unità vittime speciali (stagione 7 ep 2, Flaw) e Law & Order - I due volti della giustizia (stagione 16 ep 2, Design: in questo episodio si chiude un crossover con la succitata "Unità vittime speciali"). In entrambi gli episodi è affiancata da Estella Warren nel ruolo della figlia complice e traditrice. Partecipa inoltre ad un episodio della serie Due uomini e mezzo (Two and a Half Men), interpretando se stessa. Non disdegna qualche apparizione cinematografica, partecipando fin dal 1976 a film quali: Il mondo violento di Bobbie Jo ragazza di provincia (Bobbie Jo and the Outlaw), Hazzard e Sky High - Scuola di superpoteri (Sky High), questi ultimi entrambi del 2005.
Molto apprezzata anche come cantante, il suo secondo album, At Last, nel 2009 raggiunge il sesto posto nella classifica della rivista Billboard. Ha prestato la voce come doppiatrice anche ad alcuni videogiochi della serie The Elder Scrolls e altri. Nel 2015 ha realizzato cinque canzoni per Fallout 4: I'm the One You're Looking For, Baby It's Just You, Good Neighbor, Man Enough e Train Train, videogioco al quale presta anche la voce. Nel 2020 appare in un cameo dopo i titoli di coda nel film di Patty Jenkins, Wonder Woman 1984 nei panni di Asteria.

## Vita privata
Lynda Carter è stata sposata due volte. La prima, dal 1977 al 1982, col suo agente Ron Samuels. La seconda con il procuratore legale Robert A. Altman, suo marito dal gennaio del 1984 e con il quale ha avuto due figli: James, nato nel 1988, e Jessica, nata nel 1990; vive a Potomac, nel Maryland.

## Filmografia

### Attrice

#### Cinema
- Il mondo violento di Bobbie Jo ragazza di provincia (Bobbie Jo and the Outlaw), regia di Mark L. Lester (1976)
- Frammenti di verità (Lightning in a Bottle), regia di Jeff Kwitny (1993)
- Super Troopers, regia di Jay Chandrasekhar (2001)
- Sky High - Scuola di superpoteri (Sky High), regia di Mike Mitchell (2005)
- Hazzard (The Dukes of Hazzard), regia di Jay Chandrasekhar (2005)
- The Creature of the Sunny Side Up Trailer Park, regia di Christopher Coppola (2006)
- Tempbot, regia di Neill Blomkamp (2006), cortometraggio
- Tattered Angel, regia di Will Benson (2007)
- Super Troopers 2, regia di Jay Chandrasekhar (2017)
- Wonder Woman 1984, regia di Patty Jenkins (2020)

#### Televisione
- Nakia – serie TV (1974)
- A Matter of Wife... and Death – serie TV (1975)
- Matt Helm – serie TV (1975)
- Wonder Woman – serie TV, 60 episodi (1975-1979)
- Starsky & Hutch – serie TV, episodi 2x01-2x02 (1976)
- The Last Song, regia di Alan J. Levi – film TV (1980)
- Bambini in vendita (Born to Be Sold), regia di Burt Brinckerhoff – film TV (1981)
- Hotline, regia di Jerry Jameson – film TV (1982)
- Rita Hayworth: The Love Goddess, regia di James Goldstone – film TV (1983)
- Fifty/Fifty (Partners in Crime) – serie TV (1984)
- Stillwatch, regia di Rod Holcomb – film TV (1987)
- Mike Hammer: Murder Takes All, regia di John Nicolella – film TV (1989)
- Daddy, regia di Michael Miller – film TV (1991)
- Modella per un giorno (Posing: Inspired by Three Real Stories), regia di Steve Stafford – film TV (1991)
- L'ultimo dei mohicani (Hawkeye) – serie TV (1994-1995)
- La mia migliore amica (When Friendship Kills), regia di James A. Contner – film TV (1996)
- Madre senza colpa (She Woke Up Pregnant), regia di James A. Contner – film TV (1996)
- A Prayer in the Dark, regia di Jerry Ciccoritti – film TV (1997)
- Una ragazza facile (Someone to Love Me), regia di Chuck Bowman – film TV (1998)
- Ricominciare ad amare (Family Blessings), regia di Nina Foch e Deborah Raffin – film TV (1998)
- Terror Peak, regia di Dale G. Bradley – film TV (2003)
- Hope & Faith – serie TV (2003)
- Law & Order - Unità vittime speciali (Law & Order: Special Victims Unit) – serie TV (2005)
- Law & Order - I due volti della giustizia (Law & Order) – serie TV (2005)
- Slayer, regia di Kevin VanHook – film TV (2006)
- Smallville – serie TV (2007)
- The Mentalist - serie TV (2009)
- Due uomini e mezzo (Two and a Half Men) – serie TV (2013)
- Supergirl – serie TV (2016-2017)

### Doppiatrice

#### Videogiochi
- The Elder Scrolls III: Morrowind (2002)
- Elder Scrolls III: Bloodmoon (2003)
- The Elder Scrolls IV: Oblivion (2006)
- The Elder Scrolls V: Skyrim (2011)
- Elder Scrolls Online (2014)
- Fallout 4 (2015)

## Discografia

### Album
- 1978 - Portrait
- 2009 - At Last
- 2011 - Crazy Little Things
- 2018 - Red Rock N'Blues

### Singoli
- 1973 - It Might As Well Stay Monday
- 1978 - All Night Song
- 1978 - Toto (Don't It Feel Like Paradise)
- 1980 - The Last Song

## Riconoscimenti
- Miss World America
  - 1972 – Miss World America 1972

## Doppiatrici italiane
Nelle versioni in italiano dei suoi film, Lynda Carter è stata doppiata da:
- Eva Ricca in Wonder Woman, Supergirl, Wonder Woman 1984
- Claudia Razzi in Law & Order - I due volti della giustizia, Smallville
- Roberta Greganti in Frammenti di verità
- Angiola Baggi in Fifty/Fifty
- Pinella Dragani in La mia migliore amica
- Antonella Giannini in Madre senza colpa
- Anna Cesareni in Una ragazza facile
- Laura Boccanera in Super Troopers 2
- Melina Martello in Due uomini e mezzo